# 座位保持椅子
座位保持椅子（ざいほじいす）とは座ることが難しい人のために姿勢を安定させるための特別な椅子である。主に肢体不自由児や、筋力・姿勢保持が難しい人のために使用される。医療・福祉の分野では「座位保持装置」とも呼ばれる。  

## 座位保持椅子の目的
- 正しい姿勢を維持する→ 体の歪みを防ぐ
- 食事や学習をしやすくする→ 安定した姿勢で活動が可能
- 呼吸や消化を助ける→ 猫背や前傾姿勢を防ぎ、体への負担を軽減
- 長時間の座位を快適にする → クッションやサポート機能で疲れにくい

## 座位保持椅子の種類
既製品タイプ
- 一般的に販売されているもの
- 座面や背もたれの高さが調節できる

オーダーメイドタイプ
- 個人の体型や障害の程度に合わせて作る
- 体をしっかり支えるカスタム仕様

リクライニング機能付き
- 背もたれの角度が変えられる
- 体の負担を分散しやすい

移動可能タイプ（車いす型）
- キャスター付きで移動しやすい
- 車いすと兼用できるものもある

## 座位保持椅子を選ぶ際のポイント
- 体のサポートが十分か（背もたれ・クッションのフィット感）
- 高さや角度の調整ができるか（成長に対応できるか）
- 長時間座っても疲れにくいか（通気性やクッション性）
- 使用環境に合っているか（学校・家庭・リハビリ施設など）

## 座位保持椅子の活用場面
- 家庭→ 食事・遊び・学習時に使用
- 学校→ 授業中や給食時に姿勢を保持
- リハビリ施設→ 姿勢トレーニングや筋力維持に活用

座位保持椅子は、**個々のニーズに合わせて選ぶことが重要**であり、専門家（リハビリスタッフや作業療法士）と相談しながら決定するのが望ましい。